# Abu l-Abbas Abdallah II.
Abu l-Abbas Abdallah II. (arabisch أبو العباس عبد الله, DMG Abū l-ʿAbbās ʿAbd Allāh; † 27. Juli 903) war der zehnte Emir der Aghlabiden in Ifrīqiya und regierte von 902 bis 903.

## Leben
Abu l-Abbas Abdallah II. übernahm 902 die Regierung des Reiches, nachdem er seinen Vater Abū Ishāq Ibrāhīm II. wegen dessen tyrannischer Herrschaft zur Abdankung gezwungen hatte. Er versuchte zunächst die autonomen Kutama-Berber zu unterwerfen, um die ismailitische Mission des Abū ʿAbdallāh asch-Schīʿī zu unterbinden. Allerdings blieben die Kämpfe erfolglos. Auch der Versuch, die Rechtsschule der Malikiten durch die der Hanafiten aus dem Irak auszuwechseln, scheiterte. Abdallah II. wurde schon am 27. Juli 903 von seinem Sohn Abu Muda Ziyadat Allah ermordet.